# Kaple svatého Františka z Assisi (Blovice)
Kaple svatého Františka z Assisi byla sakrální stavba římskokatolické církve u Blovic v okrese Plzeň-jih.
Původní kaple byla postavena v letech 1832 až 1833 a 5. května 1833 slavnostně vysvěcena blovickým farářem Šimonem Häuplikem. Kaple se dočkala první opravy již o 25 let později, v roce 1858, a byla opětovně vysvěcena 3. října 1858 blovickým děkanem Františkem Jaroslavem Vackem-Kamenickým za účasti ostatků sv. Františka zapůjčených pro tuto příležitost z Říma.
V roce 1924 byla nákladem místní fary zrekonstruována, neboť byla ve zuboženém stavebním stavu. Nový obrázek sv. Františka byl darován řádem františkánů z Plzně. Po Vítězném únoru v roce 1948 byla kaple neudržována a stala se tak terčem zlodějů a vandalů. Stavební stav se prudce zhoršoval a v roce 1968 se vnějším přičiněním zřítila střecha. O rok později, v roce 1969, byla (i přes protesty místního děkana Josefa Melky) kaple zbořena. Z takto vzniklé stavební suti byla svépomocí vystavěna malá kaplička.
17. listopadu 1993 byl nedaleko kaple vztyčen Kříž obětem totalitních režimů.